# Condado de Livingston (Míchigan)
El condado de Livingston (en inglés: Livingston County, Míchigan), fundado en 1836, es uno de los 83 condados del estado estadounidense de Míchigan. En el año 2000 tenía una población de 156.951 habitantes con una densidad poblacional de 107 personas por km². La sede del condado es Howell.

## Geografía
Según la Oficina del Censo, el condado tiene un área total de 1515 km² (584,9 mi²), de la cual 1471 km² (568 mi²) es tierra y 44 km² (17,0 mi²) es agua.

## Condados adyacentes
- Condado de Shiawassee noroeste
- Condado de Ingham oeste
- Condado de Jackson suroeste
- Condado de Genesee noreste
- Condado de Oakland este
- Condado de Washtenaw sur

## Demografía
En el 2000 la renta per cápita promedia del condado era de $67,400, y el ingreso promedio para una familia era de $75,284. El ingreso per cápita para el condado era de $28,069. En 2000 los hombres tenían un ingreso per cápita de $54,358 frente a los $32,073 que percibían las mujeres. Alrededor del 3.40% de la población estaba bajo el umbral de pobreza nacional.
| 1900   | 1910   | 1920   | 1930   | 1940   | 1950   | 1960   | 1970   | 1980    | 1990    | 2000    | Est.2008 |
| ------ | ------ | ------ | ------ | ------ | ------ | ------ | ------ | ------- | ------- | ------- | -------- |
| 19.664 | 17.736 | 17.522 | 19.274 | 20.863 | 26.725 | 38.233 | 58.967 | 100.289 | 115.645 | 156.951 | 182.575  |

## Lugares

### Ciudades
- Brighton
- Howell

### Villas
- Fowlerville
- Pinckney

### Comunidades no incorporadas
- Hartland
- Hell
- Parshallville
- Whitmore Lake

### Municipios

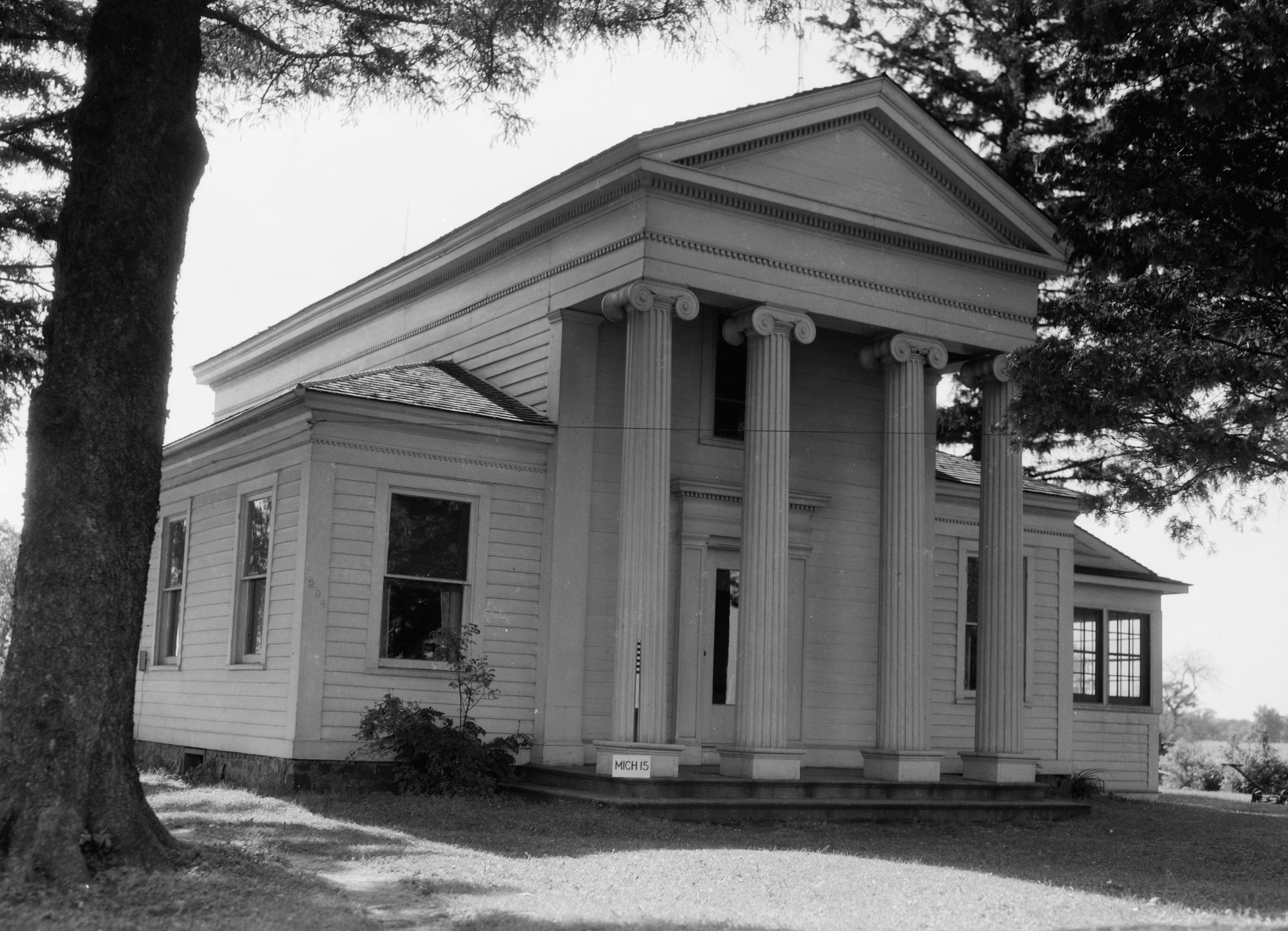
Frontal y lateral de la casa Alonzo W. Olds, ubicada en 10084 Rushton Road, cerca de Rushton. Construida en 1843, aparece en el Registro Nacional de Lugares Históricos.

| - Municipio de Brighton Charter - Municipio de Cohoctah - Municipio de Conway - Municipio de Deerfield | - Municipio de Genoa Charter - Municipio de Green Oak Charter - Municipio de Hamburg - Municipio de Handy | - Municipio de Hartland - Municipio de Howell - Municipio de Iosco - Municipio de Marion | - Municipio de Oceola - Municipio de Putnam - Municipio de Tyrone - Municipio de Unadilla |

### Principales carreteras
- I-96
- I-96 Business Loop viaja por el centro de Howell.
- US-23
- M-36
- M-59
- M-106
- D-19
- D-32